# الماهل (ذي السفال)

تعديل مصدري - تعديل

الماهل محلة تابعة لقرية صناعة، التابعة لعزلة ريده ورياد بمديرية ذي السفال إحدى مديريات محافظة إب في الجمهورية اليمنية، بلغ تعداد سكانها 101 حسب تعداد اليمن لعام 2004.